# Alcantarea extensa
Alcantarea extensa es una especie  de planta perteneciente a la familia de las alcantareas. Es una especie endémica de Brasil.

## Taxonomía
Alcantarea extensa fue descrita por (L.B.Sm.) J.R.Grant y publicado en Tropische und subtropische Pflanzenwelt 91: 13. 1995.
Etimología;
Alcantarea: nombre genérico otorgado en homenaje a Pedro de Alcántara (1840-1889), segundo emperador de Brasil.
extensa: epíteto
Basónimo
- Vriesea extensa L.B. Sm.